# جامعة زادار
جامعة زادار (بالكرواتية: Sveučilište u Zadru)‏ و(باللاتينية: Universitas Studiorum Iadertina)‏، هي جامعة تقع في مدينة زادار في كرواتيا. تأسست الجامعة بشكلها الحالي في عام 2002، ولكن يمكن تتبع نشأتها إلى عام 1396، مما يجعلها أقدم مؤسسة للتعليم العالي في كرواتيا وواحدة من أقدمها في أوروبا.